# ماجراهای دو زیبارو
ماجراهای دو زیبارو (اسپانیایی: El caso de las dos bellezas‎) فیلمی اسپانیایی-آلمانی به کارگردانی خسوس فرانکو است که در سال ۱۹۶۹ منتشر شد. تصویربرداری فیلم مابین سپتامبر  تا اکتبر ۱۹۶۷ انجام شد.

## گزیدهٔ بازیگران
- ژانین رنو
- روسانا یانی
- آدریان هوون
- آنا کاسارس
- کریس هاولند